# Brachodes laeta
Brachodes laeta is een vlindersoort uit de familie Brachodidae. De wetenschappelijke naam is voor het eerst geldig gepubliceerd in 1863 door Otto Staudinger.
De soort komt voor in Europa.